# Restless Heart
Restless Heart is een Amerikaanse countryband, opgericht in 1984. De band is sindsdien tot op heden actief geweest, met uitzondering van de perioden 1994 – 1998 en 1998 – 2002.

## Geschiedenis
De band begon met leden John Dittrich, Paul Gregg, Dave Innis, Greg Jennings en Verlon Thompson. Thompson werd kort voor de band haar eerste contract kreeg bij RCA Records vervangen door Larry Stewart.
De band boekte in de jaren 80 en 90 afwisselende successen met hun countrymuziek, popmuziek en adult contemporary (AC). Stewart en Innis vertrokken in respectievelijk 1992 en 1993. Eind 1994 gingen de drie overgebleven leden uit elkaar. In 1998 kwamen ze weer even bijeen voor een reüniealbum. In 2002 werd de band officieel nieuw leven ingeblazen. Het album Still Restless uit 2004 was het eerste album sinds 1990 waarop de originele vijf leden weer samen te horen waren.
Restless Heart heeft in totaal 7 studioalbums uitgebracht: twee albums met hun grootste hits, en een live-album. Dit laatste is alleen via de website beschikbaar. Hun tweede tot en met vijfde album werden allemaal een gouden plaat. 26 van hun singles haalden de Billboard countryhitlijst, waarvan zes de eerste positie.

## Leden
| 1984       | - Verlon Thompson – zanger, ritmische gitaar - John Dittrich – drums, achtergrondzanger - Paul Gregg – basgitaar, achtergrondzanger - Dave Innis – piano, keyboards, ritmische gitaar, achtergrondzanger - Greg Jennings – gitaar, achtergrondzanger |
| 1984–1992  | - Larry Stewart – zanger, ritmische gitaar - John Dittrich – drums, achtergrondzanger - Paul Gregg – basgitaar, achtergrondzanger - Dave Innis – piano, keyboards, ritmische gitaar, achtergrondzanger - Greg Jennings – gitaar, achtergrondzanger   |
| 1992–1993  | - John Dittrich – drums, hoofd- en achtergrondzanger - Paul Gregg – basgitaar, hoofd- en achtergrondzanger - Dave Innis – piano, keyboards, ritmisch gitaar, achtergrondzanger - Greg Jennings – gitaar, achtergrondzanger                           |
| 1993–1994  | - John Dittrich – drums, hoofd- en achtergrondzanger - Paul Gregg – basgitaar, hoofd- en achtergrondzanger - Greg Jennings – gitaar, achtergrondzanger                                                                                               |
| 1994–1998  | - Tijdelijk opgeheven |
| 1998       | - John Dittrich – drums, achtergrondzanger - Paul Gregg – basgitaar, achtergrondzanger - Greg Jennings – gitaar, achtergrondzanger - Larry Stewart – zanger, ritmische gitaar                                                                        |
| 1998–2002  | - Tijdelijk opgeheven |
| 2002-heden | - Larry Stewart – zanger, ritmische gitaar - John Dittrich – drums, achtergrondzanger - Paul Gregg – basgitaar, achtergrondzanger - Dave Innis – piano, keyboards, ritmische gitaar, achtergrondzanger - Greg Jennings – gitaar, achtergrondzanger   |

## Discografie

### Albums
Studioalbums
- Restless Heart (1985)
- Wheels (1986)
- Big Dreams in a Small Town (1988)
- Fast Movin' Train (1990)
- Big Iron Horses (1992)
- Matters of the Heart (1994)
- The Buffalo Club (1997)
- Still Restless (2004)

Compilatiealbums
- The Best of Restless Heart (1991)
- Greatest Hits (1998)

### Singles
1984 – 1989
| 1985                                              | "Let the Heartache Ride"                  | 23 | —  | —  | 20 | Restless Heart             |
| 1985                                              | "I Want Everyone to Cry"                  | 10 | —  | —  | 9  | Restless Heart             |
| 1986                                              | "(Back to The) Heartbreak Kid"            | 7  | —  | —  | 2  | Restless Heart             |
| 1986                                              | "Til I Loved You"                         | 10 | —  | —  | 11 | Restless Heart             |
| 1986                                              | "That Rock Won't Roll"                    | 1  | —  | —  | 2  | Wheels                     |
| 1987                                              | "I'll Still Be Loving You"                | 1  | 33 | 3  | 1  | Wheels                     |
| 1987                                              | "New York (Hold Her Tight)"               | —  | —  | 23 | —  | Wheels                     |
| 1987                                              | "Why Does It Have to Be (Wrong or Right)" | 1  | —  | 11 | 1  | Wheels                     |
| 1988                                              | "Wheels"                                  | 1  | —  | —  | 1  | Wheels                     |
| 1988                                              | "The Bluest Eyes in Texas"                | 1  | —  | —  | 2  | Big Dreams in a Small Town |
| 1988                                              | "A Tender Lie"                            | 1  | —  | —  | *  | Big Dreams in a Small Town |
| 1989                                              | "Big Dreams in a Small Town"              | 3  | —  | —  | 5  | Big Dreams in a Small Town |
| 1989                                              | "Say What's in Your Heart"                | 4  | —  | —  | 1  | Big Dreams in a Small Town |
| 1989                                              | "Fast Movin' Train"                       | 4  | —  | —  | 3  | Fast Movin' Train          |
| "—" Haalde deze hitlijst niet * positie onbekend. |                                           |    |    |    |    |                            |

1990 – 1999
| 1990                               | "Dancy's Dream"                            | 5  | —  | — | —  | 4  | —  | —  | Fast Movin' Train          |
| 1990                               | "When Somebody Loves You"                  | 21 | —  | — | —  | 17 | —  | —  | Fast Movin' Train          |
| 1991                               | "Long Lost Friend"                         | 16 | —  | — | —  | 6  | —  | —  | Fast Movin' Train          |
| 1991                               | "You Can Depend on Me"                     | 3  | —  | — | —  | 21 | —  | —  | The Best of Restless Heart |
| 1992                               | "Familiar Pain"                            | 40 | —  | — | —  | 40 | —  | —  | The Best of Restless Heart |
| 1992                               | "When She Cries"                           | 9  | 11 | 2 | 4  | 9  | 6  | 29 | Big Iron Horses            |
| 1993                               | "Mending Fences"                           | 13 | —  | — | —  | 3  | —  | —  | Big Iron Horses            |
| 1993                               | "Tell Me What You Dream" (met Warren Hill) | —  | 43 | 1 | 38 | —  | 14 | 1  | Big Iron Horses            |
| 1993                               | "We Got the Love"                          | 11 | —  | — | —  | 25 | —  | —  | Big Iron Horses            |
| 1993                               | "Big Iron Horses"                          | 72 | —  | — | —  | 50 | —  | —  | Big Iron Horses            |
| 1994                               | "Baby Needs New Shoes"                     | 52 | —  | — | —  | 54 | —  | —  | Matters of the Heart       |
| 1998                               | "No End to This Road"                      | 33 | —  | — | —  | 47 | —  | —  | Greatest Hits              |
| 1998                               | "For Lack of Better Words"                 | 64 | —  | — | —  | 86 | —  | —  | Greatest Hits              |
| "—" lied haalde deze hitlijst niet |                                            |    |    |   |    |    |    |    |                            |

2000 – heden
| 2003                                | "The Torch of Freedom" | —  | geen           |
| 2004                                | "Feel My Way to You"   | 29 | Still Restless |
| "—" lied haalde deze hitlijst niet. |                        |    |                |

Voetnoot
1. ↑  "Tell Me What You Dream" is alleen beschikbaar via de heruitgave van Big Iron Horses uit 1993.